# Diego Rico
Diego Rico Salguero, né le 23 février 1993 à Burgos, est un footballeur espagnol qui évolue au poste d'arrière gauche à Getafe CF.

## Biographie
Avec le club du Real Saragosse, où il évolue pendant trois saisons avec l'équipe première, il joue près de 100 matchs en deuxième division espagnole. Avec l'équipe du CD Leganés, il dispute en deux saisons 51 matchs au sein de l'élite espagnole, inscrivant trois buts.
Le 24 juillet 2018, il rejoint l'équipe anglaise de l'AFC Bournemouth.
Le 26 juillet 2021, il rejoint Real Sociedad.